# Eriococcus henmii
Eriococcus henmii är en insektsart som beskrevs av Kuwana 1931. Eriococcus henmii ingår i släktet Eriococcus och familjen filtsköldlöss. Inga underarter finns listade i Catalogue of Life.